# Dejan Govedarica
Dejan Govedarica (en serbe en écriture cyrillique : Дејан Говедарица), né le 2 octobre 1969 à Zrenjanin (Yougoslavie aujourd'hui en Serbie), est un footballeur serbe, qui évoluait au poste de milieu de terrain en équipe de RF Yougoslavie.

## Biographie
Govedarica a marqué deux buts lors de ses vingt-neuf sélections avec l'équipe de RF Yougoslavie entre 1994 et 2000.  Il dispute son premier tournoi majeur lors de la Coupe du monde 1998. Convoqué pour disputer l'Euro 2000, il marque un but face à l'Espagne lors du premier tour. 

## Carrière
- 1989-1992 : Proleter Zrenjanin  Yougoslavie
- 1992-Février 1996 : Vojvodina Novi Sad  RF Yougoslavie
- Février 1996-Septembre 1997 : FC Volendam  Pays-Bas
- 1997-1998 : US Lecce  Italie
- 1998-2002 : RKC Waalwijk  Pays-Bas
- 2002-2003 : NEC Nimègue  Pays-Bas
- 2004-2005 : Vojvodina Novi Sad  Serbie-et-Monténégro

## Palmarès

### En équipe nationale
- 29 sélections et 2 buts avec l'équipe de RF Yougoslavie entre 1994 et 2000.
- Govedarica participe à la Coupe du monde 1998 et à l'Euro 2000.